# María José Lafuente Orive
María José Lafuente Orive  (Espejo, Álava, 28 de febrero de 1939) es una política española. Fue una de los fundadores de Unión de Centro Democrático en Álava.

## Biografía
Tras estudiar Comercio y Contabilidad, se graduó como Perito Mercantil, trabajando en diversas empresas del mundo del comercio y la banca privada comercial.
Fue una de los pioneras en la creación de Unión de Centro Democrático en Álava. Se presentó en las elecciones a las Cortes Constituyentes (1977) por Álava. El 9 de abril de 1980, tras la renuncia de Jesús María Viana, por incompatibilidad con su nuevo cargo en el Parlamento Vasco, Lafuente Olive accede al cargo de dputada de UCD por Álava en el Congreso de los Diputados, donde permaneció hasta 1982. En el Congreso de los Diputados vivió el intento de golpe de Estado del 23 de febrero de 1981.
En 1983 participó activamente en la creación del Partido Demócrata Popular (PDP) en el País Vasco. Fue nombrada Secretaria General del Partido Demócrata Popular-Democracia Cristiana en Álava (1983-1987). 
Tras las elecciones autonómicas del 26 de febrero de 1984, en las que el PDP se presentó en coalición con Alianza Popular y Unión Liberal, logró un escaño en el Parlamento Vasco, donde permaneció hasta 1986. La refundación del centro-derecha español, la llevó a integrar las filas del Partido Popular del País Vasco desde 1989, donde formó parte de la Secretaría de Organización del Partido Popular de Álava (1990). El 29 de marzo de 1996 regresó al parlamento de Vitoria, al sutituir a Jaime Mayor Oreja, nombrado recientemente Ministro del Interior. El escaño en el Parlamento vasco lo revalidó en las elecciones de: 1998, 2001 y 2005, en las legislaturas VI, VII y VIII respectivamente.
En septiembre de 2006 renunció a su escaño en el Parlamneto Vasco, al anunciar su abandono de la vida política. Si bien permanece en cargos internos del Partido Popular en Álava.